# Gripopteryx flinti
Gripopteryx flinti är en bäcksländeart som beskrevs av Froehlich 1993. Gripopteryx flinti ingår i släktet Gripopteryx och familjen Gripopterygidae. Inga underarter finns listade i Catalogue of Life.